# André Lecler
Pour les articles homonymes, voir Lecler.
André Lecler dit « L'abbé Lecler », né le 30 août 1834 à Limoges et mort le 4 septembre 1920 dans la même ville est un prêtre et historien français, spécialiste de l'histoire du Limousin.

## Biographie
Ordonné prêtre en 1859, il exerce son ministère dans diverses paroisses de la Haute-Vienne. Il est chanoine honoraire de la cathédrale de Limoges.
Passionné par l'histoire du Limousin, il est l'auteur d'une œuvre historique importante. En 1864, il s'avise, le premier, d'étudier l'histoire de la Révolution dans le diocèse de Limoges.
Il est membre de la Société archéologique et historique du Limousin, dont il sera, à la fin de sa vie, fait président d'honneur.

## Publications
On lui doit des monographies sur les communes de Châteauponsac (1872), Bessines (1873), Compreignac (1890), Thouron (1892), sur les cantons de Nantiat (1869), Nieul (1894), etc., ainsi que divers ouvrages parmi lesquels :
- Livres de raison, registres de famille et journaux individuels limousins et marchois, publiés par M. Louis Guibert, avec le concours de MM. Alfred Leroux, Pierre et Jean de Cessac et l'abbé A. Lecler, Limoges, Ducourtieux, 1888, 484 p.
- Nobiliaire du diocèse et de la généralité de Limoges, par l'abbé Joseph Nadaud, publ. sous les auspices de la Société archéologique et historique du Limousin par l'abbé A. Lecler, Limoges, Ducourtieux/Chapoulaud frères, 1863-1882, 4 vol.
- « Pouillé historique du diocèse de Limoges, par l'abbé Joseph Nadaud », Bulletin de la Société archéologique et historique du Limousin, 53 (1903), p. 5-841 lien.
- Chroniques ecclésiastiques du Limousin, publiées et annotées par l'abbé A. Lecler, Tulle, J. Mazeyrie, 1890, 492 p.
- Dictionnaire topographique, archéologique et historique de la Creuse, Limoges, Ducourtieux, 1902, 809 p. (réimpression : Marseille, Laffitte, 1999).
- Martyrs et confesseurs de la foi du diocèse de Limoges pendant la Révolution française, par l'abbé A. Lecler, Limoges, Ducourtieux, 1892-1904, 4 vol. in-8°.
- Histoire de l'Abbaye de Grandmont, par le chanoine André Lecler, avec des additions et corr. inédites de l'auteur… (recueillies et publ. par Michel Fougerat), Saint-Prouant, Groupe d'études et de recherches sur les Grandmontains, 1999, 360 p. [texte précédemment paru dans le Bulletin de la Société archéologique et historique du Limousin, tomes LVII (1907) et LX (1910)].
- Le Limousin et la Marche au Tribunal révolutionnaire de Paris, par l'abbé A. Lecler, Limoges : Ducourtieux et Gout, 1912-1913, 2 vol
- Dictionnaire historique et géographique de la Haute-Vienne, Limoges, Ducourtieux, 2 vol., 1902-1909, (Réimpression en un seul vol., Marseille, Laffitte, 1976, 912 p., édition numérique en 2014 par les Archives départementales de la Haute-Vienne lien)
- Etudes sur les lanternes des morts, 1902